# Fuchsbach (Cunnersdorfer Bach)

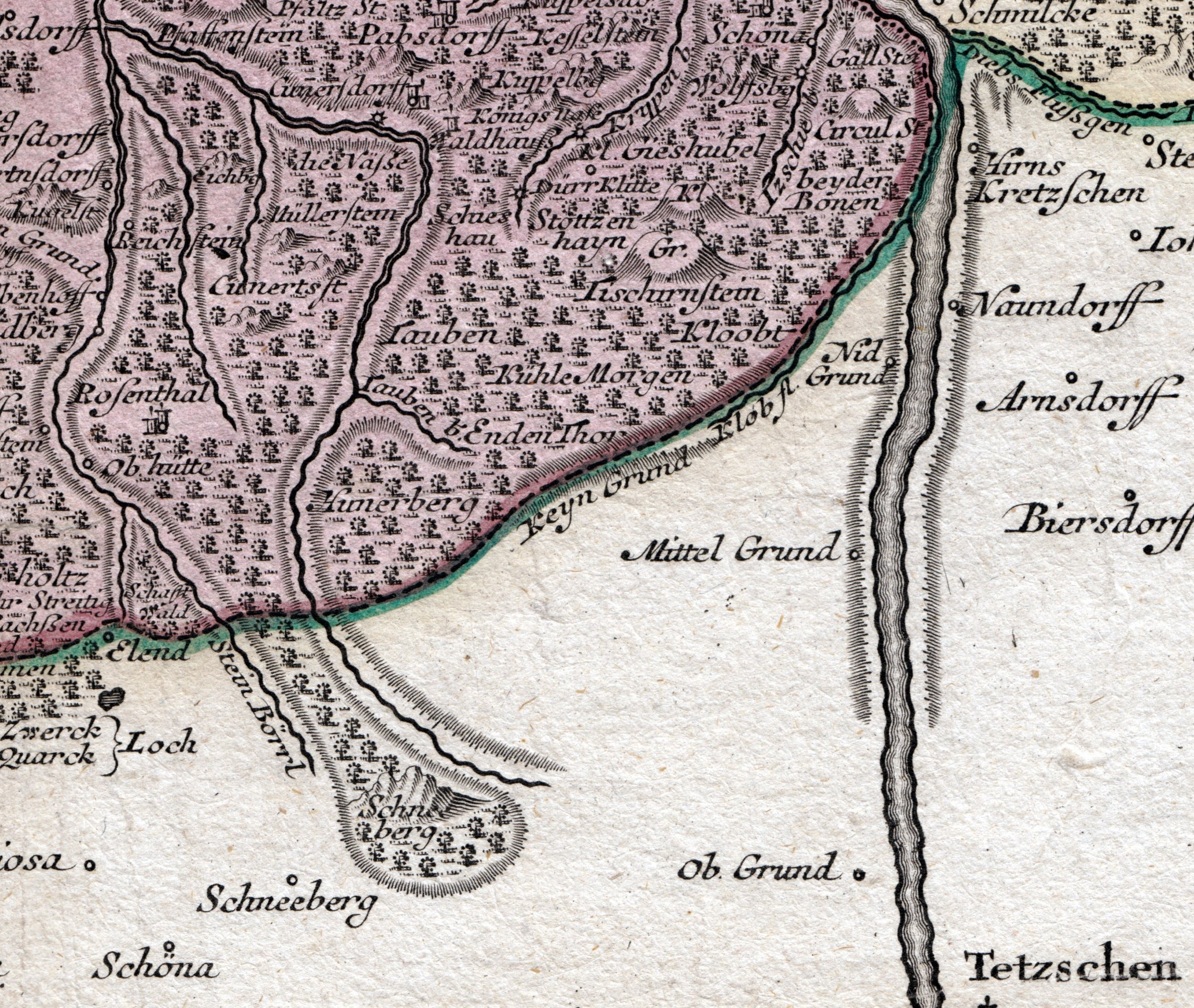
Verlauf des Fuchsbachs (unbezeichnet) im Norden des Schneebergs und parallel zum „Stein Börnel“ (Kartenausschnitt, 1757)

Der Fuchsbach (tschechisch Liščí potok) ist ein Gewässer, das sich bei Rosenthal in der Sächsisch-Böhmischen Schweiz mit dem Taubenbach zum Cunnersdorfer Bach vereint. Er entsteht unter dem Namen Liščí potok auf tschechischem und mündet auf deutschem Staatsgebiet.

## Verlauf
Der Fuchsbach entspringt einem Moorgebiet nahe dem oberen Ende der Hrádecké louky (Löschen-Wiese) am Čižčí vrch (Czeischken-Hügel) sowie südlich der ehemaligen Försterei Christianaburg (Kristin Hrádek) in Tschechien. Er wird dort Liščí potok (wörtlich für Fuchsbach) genannt und läuft in nordwestlicher Richtung. Auf halbem Wege bis zur deutsch-tschechischen Grenze durchfließt er den Hrádecký rybník, kurz nach ihr mündet der Sporný potok (deutsch Zweifelbach) von links ein und gleich danach ergießt sich der Bach in den Fuchsteich. Oberhalb des Fuchsteiches, ein ehemaliger Flößerteich, ist die Waldstraße als Fuchsbachstraße bzw. Fuchsbachweg benannt, ungeachtet der Tatsache, dass hier der Bach einer anderen Richtung folgt.
Unterhalb des Teichs fließt der Bach zunächst nordnordwestwärts und es mündet zunächst von der rechten Talseite der Striebsbrunnenbach, fast gegenüber von diesem ein linker Nebenbach und weiter abwärts nacheinander ebenfalls von links das Heringsbachel und ein weiterer Bach. Die drei letztgenannten entspringen am bewaldeten Hang östlich der Häusergruppe Heide von Rosenthal. Der im Unterlauf vom rechten Talhang zulaufende Quellabfluss des Siebentannenborns ⊙  unterquert die Talstraße und mündet dabei in den Fuchsbach. Danach vereint sich der Fuchsbach mit dem aus dem Südosten kommenden Taubenbach zum Cunnersdorfer Bach, der zunächst bis zum namengebenden Ort Cunnersdorf nordnordostwärts läuft.
Der Gewässerabschnitt zwischen dem Fuchsteich und seinem Zusammenfluss mit dem Taubenbach verläuft in einem Tal, das beidseitig von Felsenwänden des Elbsandsteins gekennzeichnet ist und sich nur an wenigen Stellen in Seitentäler verzweigt. Im Tal unterhalb des Teiches überquert eine denkmalgeschützte Flößerbrücke ⊙ den Wasserlauf.

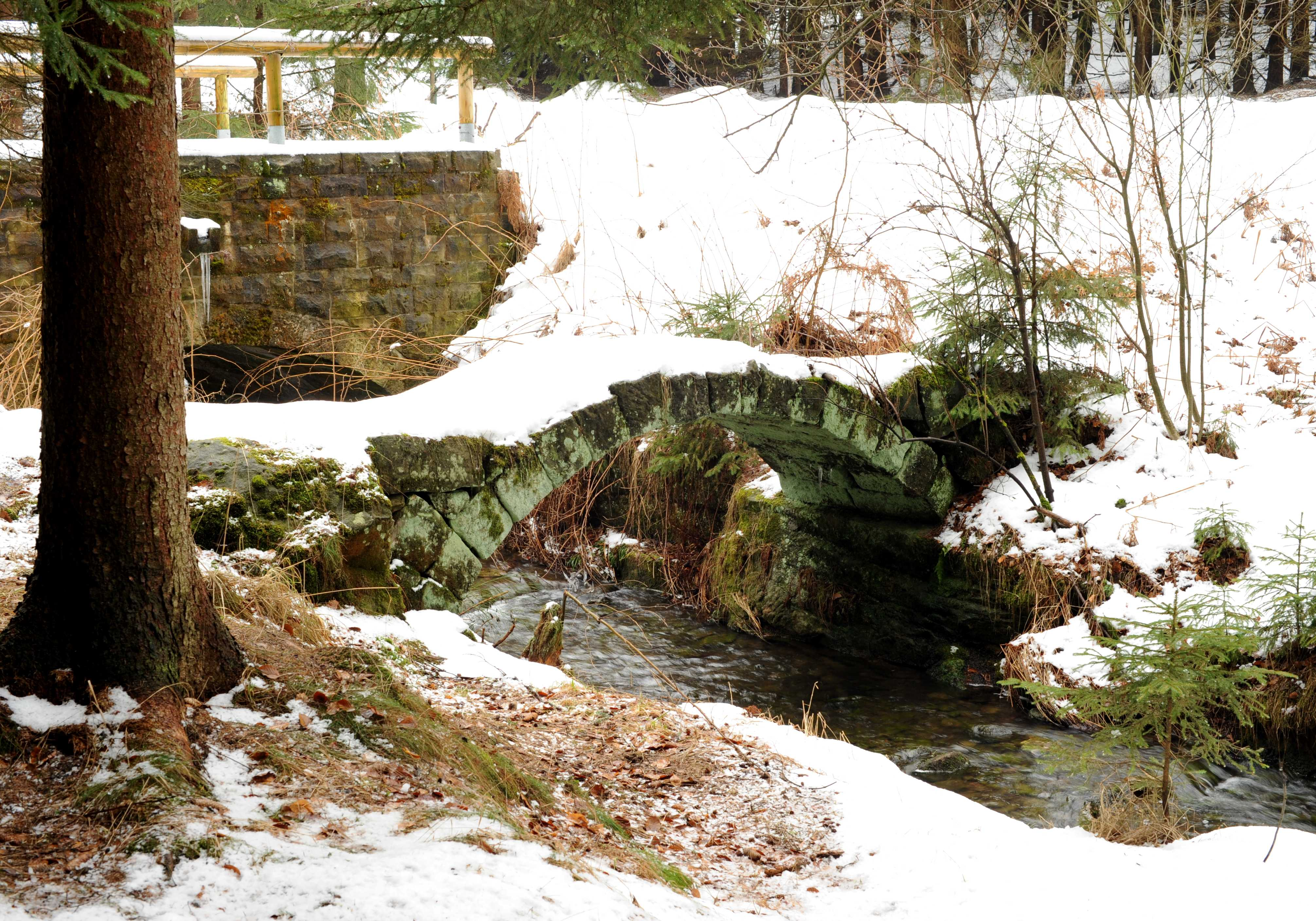
An der Einmündung des Mittleren Hühnerbergweges mit der Alten Flößerbrücke
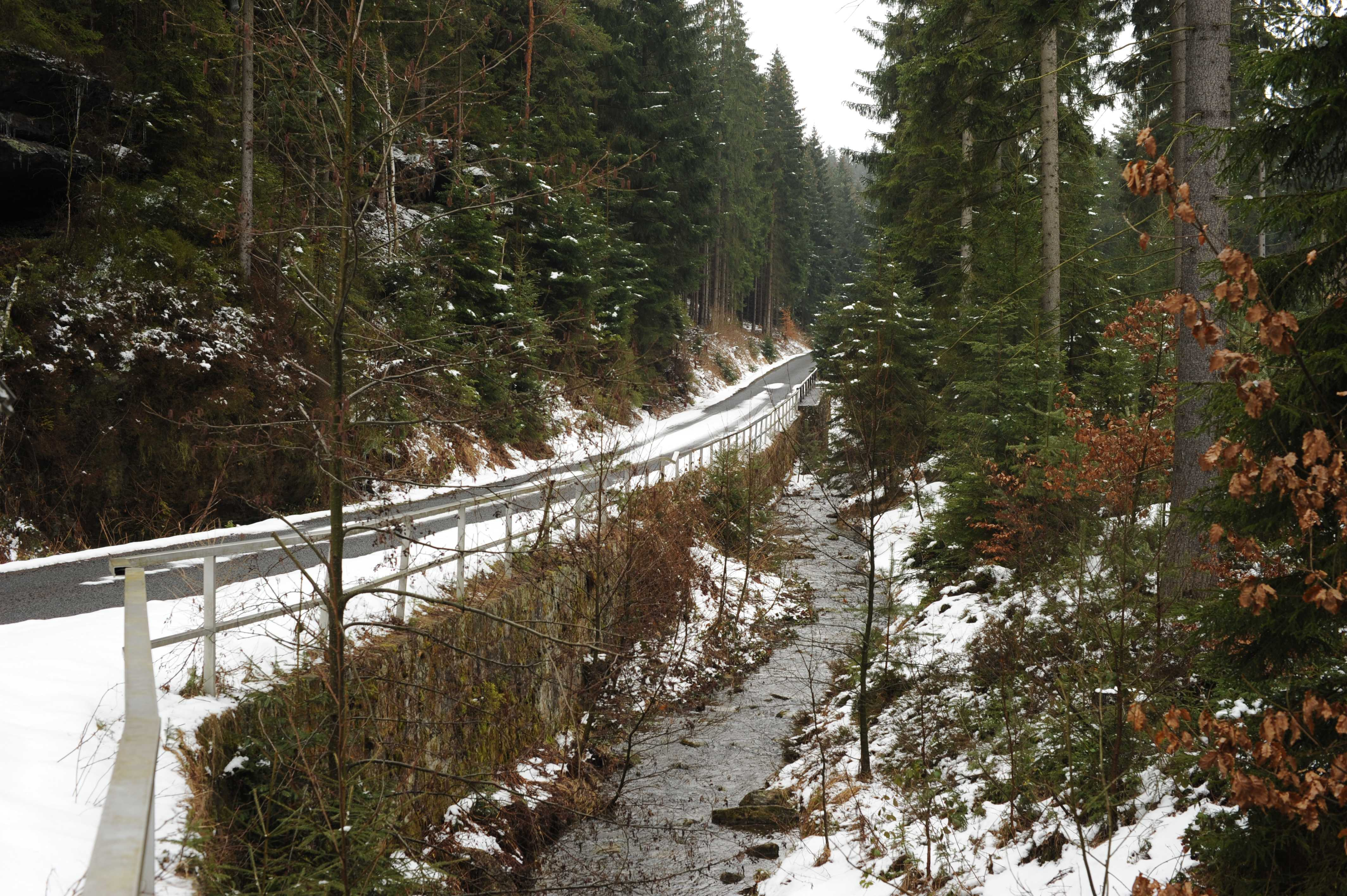
Am Mittellauf des Fuchsbachs bei der Einmündung des Matheusweges
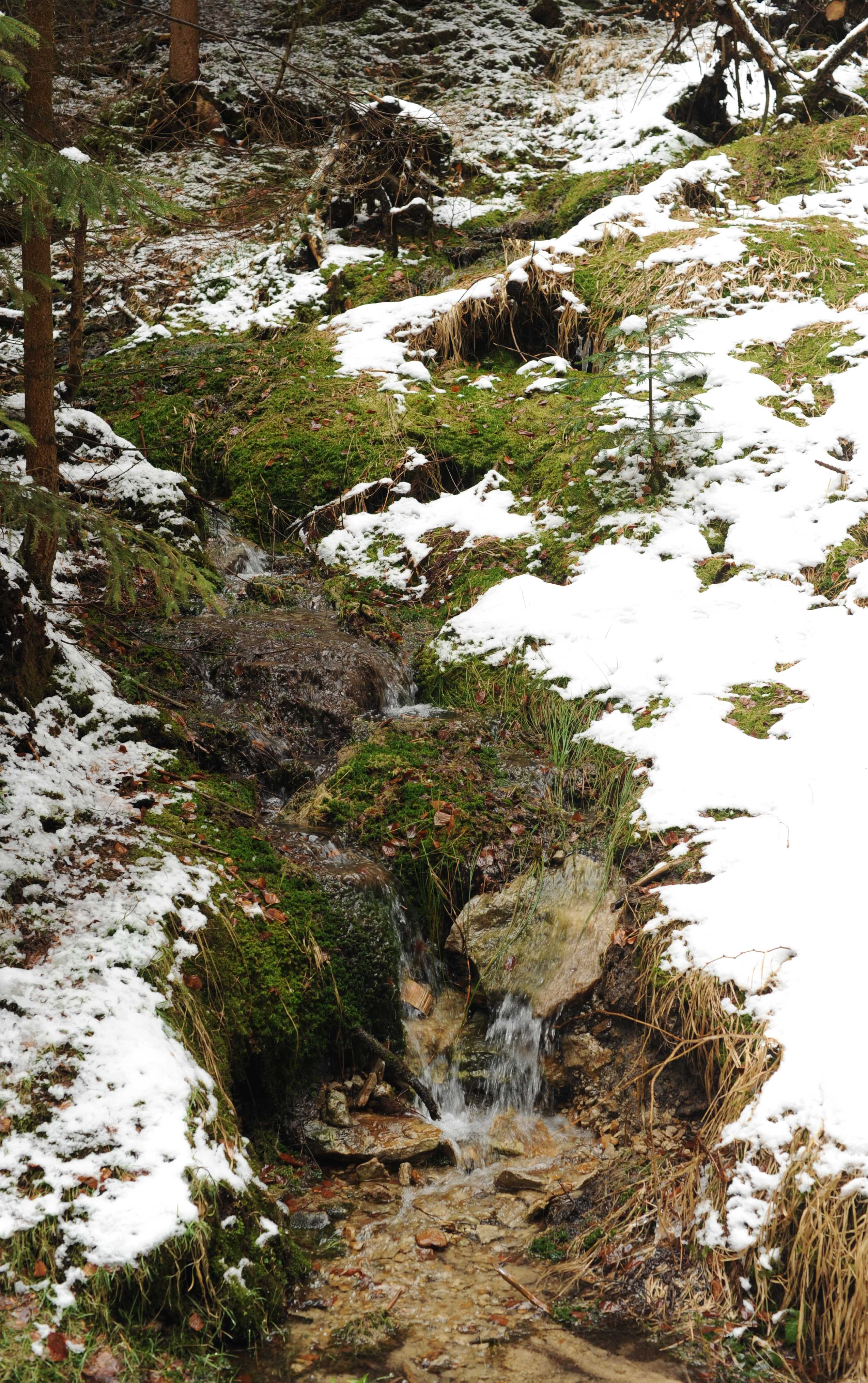
Der Siebentannenborn an der Talstraße

## Zuflüsse im Oberlauf
Der Fuchsbach besitzt in seinem Oberlauf einige kleine Zuflüsse, deren Quellgebiete nördlich des Hohen Schneebergs liegen und bis an dessen Abhang heranreichen. Noch auf tschechischem Gebiet mündet in den Fuchsbach oberhalb des Fuchsteiches der Sporný potok (Zweifelbach). Dieser hat sein Quellgebiet an den Hängen des Hohen Schneebergs und erhält Wasser aus sich dort erstreckenden Mooren in der Waldflur Im Großen Geräume.
Weiterhin ist der Reichenauer Bach (tschechisch Rychnovský potok) zu nennen, der im Bereich der deutsch-tschechischen Grenze in der Platzheide den Quellbereich des Reichenauer Borns aufnimmt und dem wenig stromabwärts ein weiterer Bach vom tschechischen Territorium zufließt. Zudem kommt ein Wassergraben aus dem Waldgebiet beim touristischen Grenzübergang Eulentor (tschechisch Soví brána). Sowohl auf Messtischblättern um 1900 als auch auf topografischen Karten um 1990 ist der Graben als temporärer Wasserlauf bis südlich einer in die Schlucht der Dürren Biela gerichteten Wegabzweigung des Steinbornweges zu erkennen.

## Fuchsteich
Der Fuchsteich, der in der Zaunheide und nahe der Alten Tetschener Straße liegt, wird durch einen Damm aufgestaut. Das Wasser fließt aus ihm durch einen Schütz am östlichen Teil des Damms ab, am westlichen Ende liegt ein breiter Überlauf, dessen Mauern und Abflussfläche aus Sandsteinquader gesetzt wurden. Die Dammkrone hat einen stumpfwinkligen Verlauf, der in Richtung des Überlaufs abgewinkelt ist. Auf der Geologischen Specialkarte von 1888 wird diese Lokalität als „alte Schleuse“ bezeichnet.

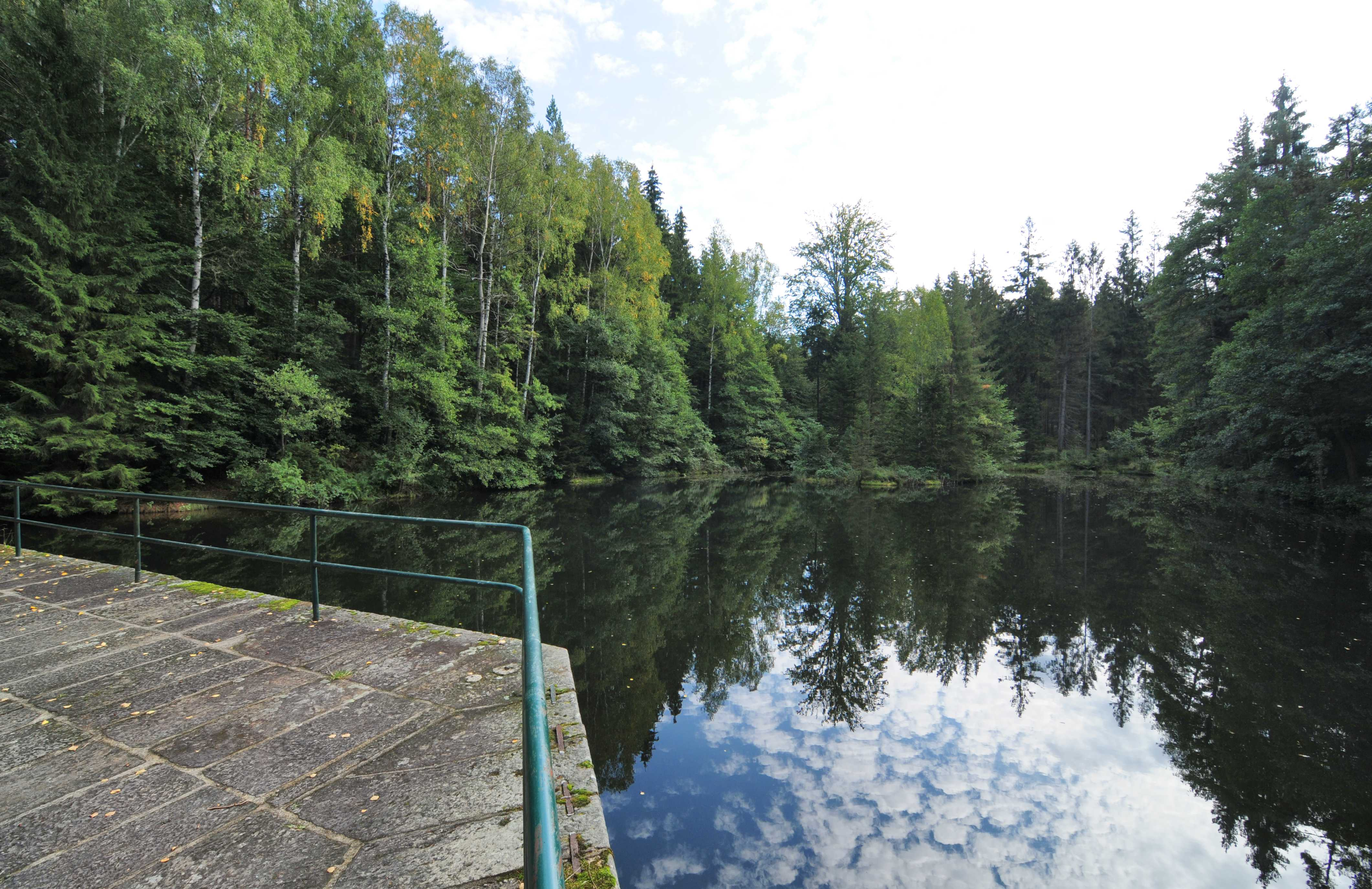
Der Fuchsteich
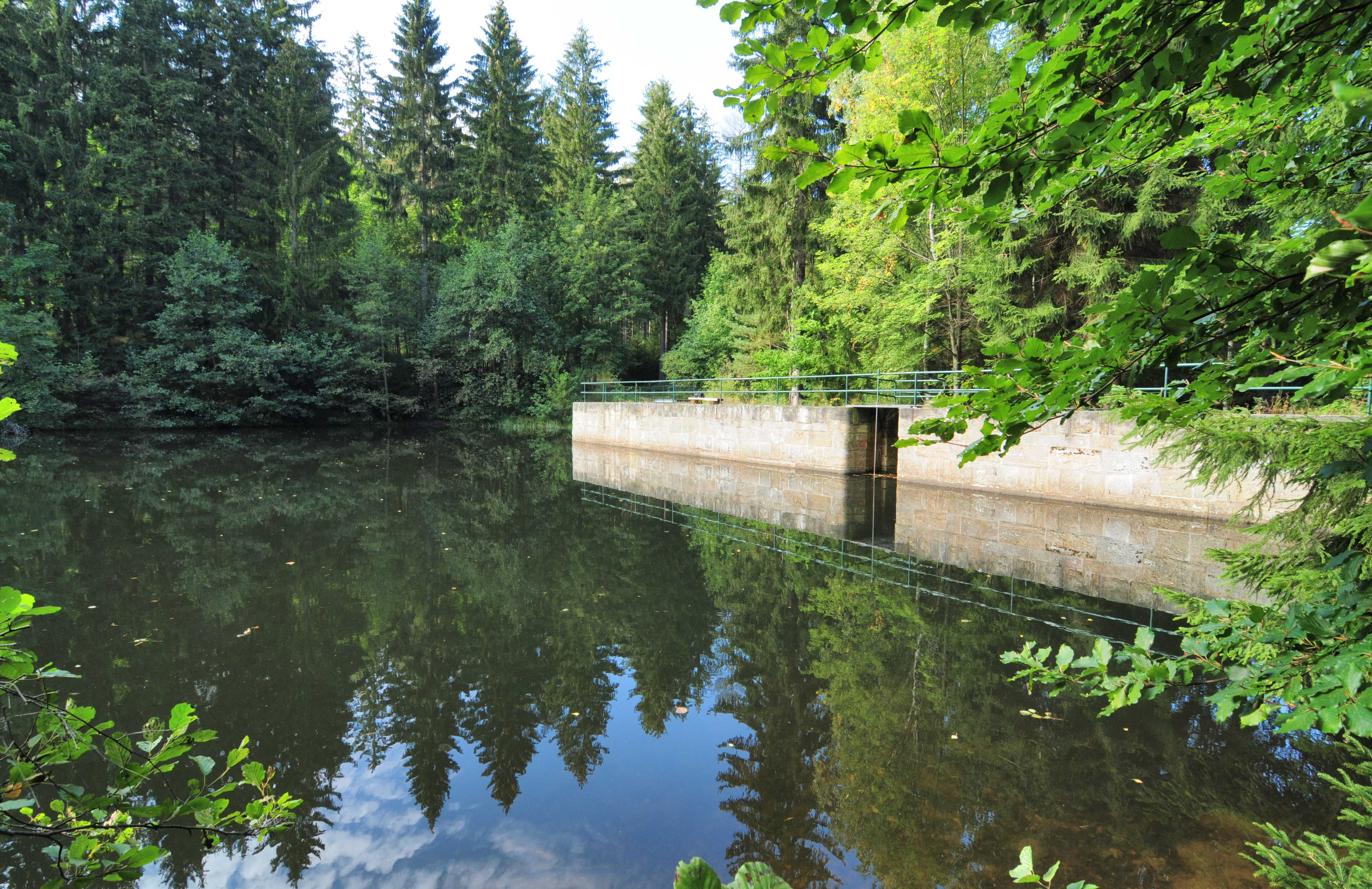
Fuchsteich und Staumauer mit Schütz
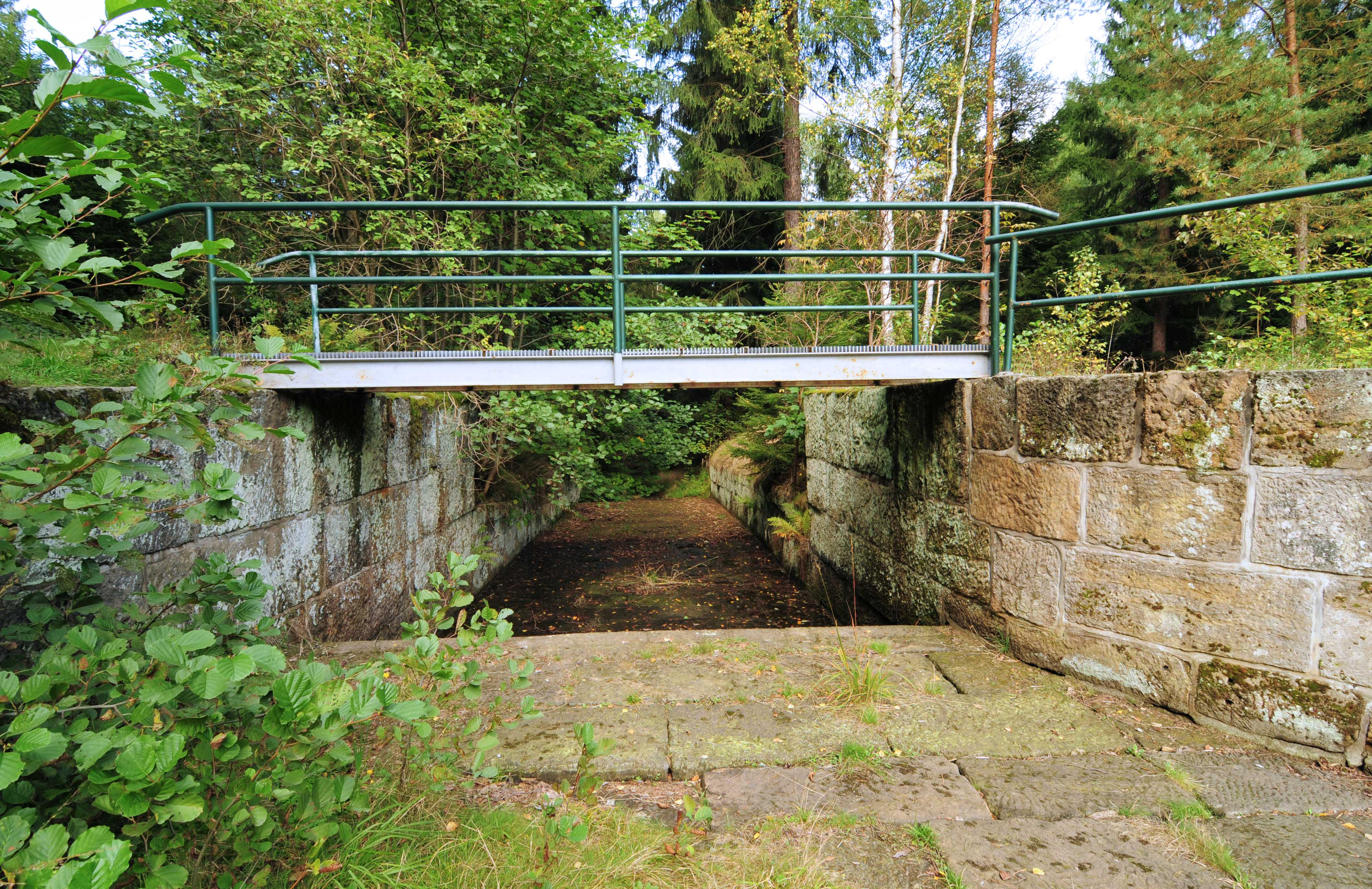
Der Überlauf am Fuchsteich